# بيلفلاوير (كاليفورنيا)
بيلفلاوير (بالإنجليزية: Bellflower)‏ هي إحدى مدن مقاطعة لوس أنجليس، كاليفورنيا. تم إعطاءها لقب مدينة في 3 سبتمبر، 1957.

## التركيبة السكانية
حدّد مكتب تعداد الولايات المتحدة بيانات التركيبة السكانية لبيلفلاوير في تعداد الولايات المتحدة. في ما يلي، التركيبة السكانية حسب تعدادي 2000 و2010.

### تعداد عام 2000
بلغ عدد سكان بيلفلاوير 72,878 نسمة بحسب تعداد عام 2000، وبلغ عدد الأسر 23,367 أسرة وعدد العائلات 17,117 عائلة مقيمة في المدينة. في حين سجلت الكثافة السكانية 4,560.6 نسمة لكل كيلومتر مربع (11,811.9/ميل2). وبلغ عدد الوحدات السكنية 24,247 وحدة بمتوسط كثافة قدره 1,517.3 لكل كيلومتر مربع (3,929.8/ميل2).
وتوزع التركيب العرقي للمدينة بنسبة 46.09% من البيض و13.09% من الأمريكيين الأفارقة و0.92% من الأمريكيين الأصليين و9.69% من الأمريكيين ذوي الأصول الآسيوية و0.70% من سكان جزر المحيط الهادئ و24.38% من الأعراق الأخرى و5.13% من عرقين مختلطين أو أكثر و43.23% من الهسبانيون أو اللاتينيون من أي عرق.
بلغ عدد الأسر 23,367 أسرة كانت نسبة 48.5% منها لديها أطفال تحت سن الثامنة عشر تعيش معهم، وبلغت نسبة الأزواج القاطنين مع بعضهم البعض 47% من أصل المجموع الكلي للأسر، ونسبة 19% من الأسر كان لديها معيلات من الإناث دون وجود شريك،  بينما كانت نسبة 7.2% من الأسر لديها معيلون من الذكور دون وجود شريكة وكانت نسبة 26.7% من غير العائلات. تألفت نسبة 21.1% من أصل جميع الأسر من عدة أفراد يعيشون في نفس المنزل ونسبة 7.5% كانت تتألف من شخص يعيش بمفرده يبلغ من العمر 65 عاماً أو أكثر. وبلغ متوسط حجم الأسرة المعيشية 3.09، أما متوسط حجم العائلات فبلغ 3.59.
بلغ العمر الوسطي للسكان 29.7 عاماً. وكانت نسبة 31.8% من القاطنين تحت سن الثامنة عشر، وكانت نسبة 10.3% بين الثامنة عشر والرابعة والعشرين عاماً، ونسبة 31.8% كانت واقعةً في الفئة العمرية ما بين الخامسة والعشرين والرابعة والأربعين عاماً، ونسبة 17.1% كانت ما بين الخامسة والأربعين والرابعة والستين، ونسبة 8% كانت ضمن فئة الخامسة والستين عاماً فما فوق. يوجد لكل 100 أنثى 95.3 ذكر، ويوجد لكل 100 أنثى في الثامنة عشر من عمرها فما فوق 90.8 ذكر.
بلغ متوسط دخل الأسرة في المدينة 39,362 دولارًا، أما متوسط دخل العائلة فبلغ 42,822 دولارًا. وكان متوسط دخل الذكور 32,658 دولارًا مقابل 28,012 دولارًا للإناث. وسجل دخل الفرد الخاص بالمدينة 15,982 دولارًا. وكانت نسبة 12.8% من العائلات ونسبة 15.8% من السكان تحت خط الفقر، وكان من هؤلاء نسبة 21% تحت سن الثامنة عشر ونسبة 10% في الخامسة والستين من العمر وما فوق.

### تعداد عام 2010
بلغ عدد سكان بيلفلاوير 76,616 نسمة بحسب تعداد عام 2010، وبلغ عدد الأسر 23,651 أسرة وعدد العائلات 17,769 عائلة مقيمة في المدينة. في حين سجلت الكثافة السكانية 4,794.5 نسمة لكل كيلومتر مربع (12,417.7/ميل2). وبلغ عدد الوحدات السكنية 24,897 وحدة بمتوسط كثافة قدره 1,558 لكل كيلومتر مربع (4,035.2/ميل2).
وتوزع التركيب العرقي للمدينة بنسبة 42.21% من البيض و14.04% من الأمريكيين الأفارقة و0.95% من الأمريكيين الأصليين و11.57% من الأمريكيين ذوي الأصول الآسيوية و0.80% من سكان جزر المحيط الهادئ و25.75% من الأعراق الأخرى و4.67% من عرقين مختلطين أو أكثر و52.32% من الهسبانيون أو اللاتينيون من أي عرق.
بلغ عدد الأسر 23,651 أسرة كانت نسبة 46.6% منها لديها أطفال تحت سن الثامنة عشر تعيش معهم، وبلغت نسبة الأزواج القاطنين مع بعضهم البعض 46.5% من أصل المجموع الكلي للأسر، ونسبة 20.3% من الأسر كان لديها معيلات من الإناث دون وجود شريك،  بينما كانت نسبة 8.3% من الأسر لديها معيلون من الذكور دون وجود شريكة وكانت نسبة 24.9% من غير العائلات. تألفت نسبة 19.5% من أصل جميع الأسر من عدة أفراد يعيشون في نفس المنزل ونسبة 6.5% كانت تتألف من شخص يعيش بمفرده يبلغ من العمر 65 عاماً أو أكثر. وبلغ متوسط حجم الأسرة المعيشية 3.21، أما متوسط حجم العائلات فبلغ 3.67.
بلغ العمر الوسطي للسكان 31.9 عاماً. وكانت نسبة 28.4% من القاطنين تحت سن الثامنة عشر، وكانت نسبة 11.1% بين الثامنة عشر والرابعة والعشرين عاماً، ونسبة 29.3% كانت واقعةً في الفئة العمرية ما بين الخامسة والعشرين والرابعة والأربعين عاماً، ونسبة 22.6% كانت ما بين الخامسة والأربعين والرابعة والستين، ونسبة 8.6% كانت ضمن فئة الخامسة والستين عاماً فما فوق. وتوزع التركيب الجنسي للسكان بنسبة 48.6% ذكور و51.4% إناث.

## توأمة
لبيلفلاوير (كاليفورنيا) اتفاقيات توأمة مع:
- لوس موتشيس

## أعلام
- ويندي ماكليندون كوفي
- روبي غوردون
- كريس كارتر
- مالكولم ديفيد كيلي
- جيسون ليزاك